# Aquaria (drag queen)
Giovanni Palandrani (West Chester, Pennsilvània; 12 de febrer de 1996) millor conegut com a Aquaria, és una drag-queen i personalitat de televisió estatunidenca, coneguda per guanyar la desena temporada de RuPaul's Drag Race en 2018.

## Biografia
Palandrani és d'ascendència italiana. Es va formar com a ballarí durant quatre anys, va experimentar el drag a l'escola secundària. Va assistir al Fashion Institute of Tecnology durant dos semestres abans d'abandonar-ho i estudiar disseny de roba femenina.

## Carrera artística
Aquaria és la successora de la Drag queen Sasha Velour, guanyadora de la novena temporada deRupaul's Drag Race.  Va començar com drag queen l'any 2014. Tal com RuPaul, Aquaria va rebre suport de Susanne Bartsch, i va aparèixer en una edició de la revista Vogue Itàlia el gener de 2016 amb Bartsch i altres concursants de Drag Race.
A principis de 2018, es va anunciar que Aquaria havia estat triada en la seva primera audició pel programa com una de les catorze participants per a la desena temporada de Rupaul's Drag Race. Va guanyar tres proves principals, mai va estar entre les dues últimes. Aquaria es va anunciar com a guanyadora de la temporada el 28 de juny de 2018, superant a Eureka O'Hara i Kameron Michaels.
Aquaria va estar nominada amb Miz Cracker pel premi "Concursant de la competència de 2018" dels premis People's Choice Awards de 2018.
A l'octubre de 2018, Aquaria va aparèixer en solitari en una edició de Vogue Itàlia, fotografiada per Michael Bailey-Gates. Va ser model per la col·lecció de novembre de 2018 de Moschino i H&M amb Bria Vinaite i Jeremy Scott. Va rebre un contracte de IMG Models i va ser anunciada com l'editora d'entreteniment de la revista Dazed.
Com a part de la prova final de la desena temporada, Aquaria i les altres quatre finalistes van escriure i van gravar els seus propis versos per la cançó "American" de RuPaul. La cançó va aconseguir el número 12 en la llista de Billboard Dance/Electronic Songs.
Aquaria va aparèixer en la cançó "Looks" de Linux l'any 2016.
Aquaria va ser la primera drag queen en trepitjar els premis Met Gala en 2019.

## Vida privada
Palandrani viu a Brooklyn, Nova York.
El 3 de juliol de 2018, la cantant Bebe Rexha va criticar a Aquaria i a les altres quatre reines de Drag Race en Twitter pel seu mal comportament cap a ella en el VH1 Trailblazer Honors. Aquaria va respondre amb una sèrie de tweets defensant-se a si mateixa i a les seves companyes.
Al maig de 2018, va criticar al raper Travis Scott per treure a Amanda Lepore, una dona transgénere, de la portada del seu àlbum Astroworld en 2018.

## Discografia

### Com artista principal
| Títol         | Any  |
| ------------- | ---- |
| "Burn Rubber" | 2018 |

### Com artista destacat
| Títol                                                                                 | Any  | Posicions de la taula d'èxit |
| Títol                                                                                 | Any  | Ball nord-americà            |
| ------------------------------------------------------------------------------------- | ---- | ---------------------------- |
| "Es veu" (Linux amb Aquaria)                                                          | 2016 | -                            |
| "American" (RuPaul presentant Aquaria, Àsia O'Hara, Eureka O'Hara i Kameron Michaels) | 2018 | 12                           |

## Filmografia

### Televisió
| Any  | Títol                                              | Paper      | Notes                  |
| ---- | -------------------------------------------------- | ---------- | ---------------------- |
| 2018 | <i id="mwlw">Rupaul's Drag Race</i> (Temporada 10) | Sí mateixa | Concursant (guanyador) |
| 2018 | Rupaul's Drag Race : Untucked                      | Sí mateixa | Concursant             |

### Sèries d'Internet
| Any  | Títol           | Paper                                 | Notes                                     |
| ---- | --------------- | ------------------------------------- | ----------------------------------------- |
| 2018 | M.O.G.          | Sí mateixa                            | Convidada (amb l'amfitriona Naomi Smalls) |
| 2018 | Queens of Kings | Un mateix (dins i fora de la fricció) | Tema d'un episodi                         |